# バレリー・ブリスコ＝フックス
バレリー・ブリスコ＝フックス（Valerie Ann Brisco-Hooks、1960年7月6日 - ）は、アメリカ合衆国出身の元陸上競技選手である。
1984年ロサンゼルスオリンピックにおいて3つの金メダルを獲得した。オリンピック同一大会の200mと400mの両種目で金メダルを獲得したのは、彼女が初めてである。また、彼女は1988年ソウルオリンピックにおいても4×400mリレーのメンバーとして出場し、世界新記録を樹立したソビエト連邦に次いで2位に入り銀メダルを獲得した。

## 自己ベスト
- 100m - 10秒99 (1986年5月17日)
- 200m - 21秒81 (1984年8月9日)
- 400m - 48秒83 (1984年8月6日)

## 主な実績
| 年   | 大会                   | 場所                         | 種目         | 結果 | 記録      |
| ---- | ---------------------- | ---------------------------- | ------------ | ---- | --------- |
| 1984 | オリンピック           | ロサンゼルス(アメリカ合衆国) | 200m         | 1位  | 21秒81    |
| 1984 | オリンピック           | ロサンゼルス(アメリカ合衆国) | 400m         | 1位  | 48秒83    |
| 1984 | オリンピック           | ロサンゼルス(アメリカ合衆国) | 4×400mリレー | 1位  | 3分18秒29 |
| 1987 | 世界陸上競技選手権大会 | ローマ(イタリア)             | 4×400mリレー | 3位  | 3分21秒04 |
| 1988 | オリンピック           | ソウル(大韓民国)             | 400m         | 4位  | 50秒16    |
| 1988 | オリンピック           | ソウル(大韓民国)             | 4×400mリレー | 2位  | 3分15秒51 |